# Love Letter (GACKTのアルバム)
Love Letter（ラブレター）は、2005年2月14日に発表されたGacktの5枚目のフルアルバム。

## 概要
Gacktがそれまでのロック調の曲から一転、バラード曲を歌い集めたアルバムである。
18thシングル「君に逢いたくて」、20thシングル「ありったけの愛で」と、それぞれのシングルのC/W曲含む4曲他6曲を収録。なお、19thシングル「12月のLove song / December Love Song〈한국어〉」は収録されていない。
2005年6月16日には韓国にて全曲韓国語でのアルバム『Love Letter 〜for Korean Dears〜』を発表。日本にも輸入されている。

## 収録曲

### 楽曲解説
etude
Gacktが以前ボーカルを務めていたロックバンド「CAINS:FEEL」のデモテープに収録されている曲のリメイクバージョン。
ありったけの愛で 〜LLV〜
20thシングルの表題曲。ここからシングル曲が4曲続く。
ピース
18thシングルのC/W曲。
この夜が終わる前に
20thシングルのC/W曲。
君に逢いたくて
18thシングルの表題曲。
Dears 〜LLV〜
1stアルバム『MARS』に収録されている同曲のアコースティックバージョン。
Love Letter
後に、映画『機動戦士ΖガンダムIII A New Translation -星の鼓動は愛-』の主題歌となり、25thシングルの表題曲として、シングルカットされた。

## 収録内容
Love Letter
| 全作詞・作曲: Gackt.C、全編曲: Gackt.C、Chachamaru。 |                              |         |            |      |
| #                                                    | タイトル                     | 作詞    | 作曲・編曲 | 時間 |
| 1.                                                   | 「精一杯のサヨナラ」         | Gackt.C | Gackt.C    | 4:42 |
| 2.                                                   | 「Tea cup」                  | Gackt.C | Gackt.C    | 5:27 |
| 3.                                                   | 「etude」                    | Gackt.C | Gackt.C    | 6:23 |
| 4.                                                   | 「ありったけの愛で 〜LLV〜」 | Gackt.C | Gackt.C    | 5:34 |
| 5.                                                   | 「ピース」                   | Gackt.C | Gackt.C    | 4:11 |
| 6.                                                   | 「この夜が終わる前に」       | Gackt.C | Gackt.C    | 4:56 |
| 7.                                                   | 「君に逢いたくて」           | Gackt.C | Gackt.C    | 5:31 |
| 8.                                                   | 「Dears 〜LLV〜」            | Gackt.C | Gackt.C    | 6:57 |
| 9.                                                   | 「サクラソウ」               | Gackt.C | Gackt.C    | 2:41 |
| 10.                                                  | 「Love Letter」              | Gackt.C | Gackt.C    | 4:56 |
| 合計時間:                                            | 合計時間:                    | 51:18   |            |      |

Love Letter 〜for Korean Dears〜
| #  | タイトル                | 作詞 | 作曲・編曲 |
| -- | ----------------------- | ---- | ---------- |
| 1. | 「온 힘을 다해 안녕」   |      |            |
| 2. | 「너를 만나고 싶지만」  |      |            |
| 3. | 「이 밤이 끝나기 전에」 |      |            |
| 4. | 「PEACE」               |      |            |
| 5. | 「Tea cup」             |      |            |
| 6. | 「들꽃」                |      |            |
| 7. | 「Love Letter」         |      |            |

## 参加ミュージシャン
- Gackt's Family
- 弦一徹 - ヴァイオリン
- 堀沢真己 - チェロ
- 塚本周成功 - オーケストラアレンジメント